# Gaoual (prefektura)
Gaoual – prefektura w północno-zachodniej części Gwinei, w regionie Boké. Zajmuje powierzchnię 7758 km². W 1996 roku liczyła ok. 138 tys. mieszkańców. Siedzibą administracyjną prefektury jest miejscowość Gaoual.